# Шангри-Ла
Шангри-Ла (англ. Shangri-La) — вымышленная страна, описанная в 1933 году в романе писателя-фантаста Джеймса Хилтона (англ. James Hilton) (1900—1954) «Потерянный горизонт» («Lost Нorizon»), в котором Шангри-Ла была представлена как очаровательное, гармоничное, и в то же время наполненное мистикой место в горах Куньлунь (западная часть Гималаев).
По мнению некоторых исследователей, Шангри-Ла Хилтона является литературной аллегорией мифической страны Шамбалы. Название «Шангри-Ла», скорее всего, происходит от тибетского ཞང་, «Шанг» (район У-Цанга к северу от Ташилунпо) + རི, «ри» (гора) + ལ, «ла» (горный перевал) = перевал горы Шанг.